# Danh sách phim được xem là hay nhất
Danh sách các phim được xem là hay nhất, dựa theo các cuộc bình chọn của các nhà chuyên môn, báo chí có uy tín hay của người hâm mộ, độc lập nhau. Danh sách liệt kê có tính tương đối.
Thông thường các phim được đánh giá bằng các giải chính thức, mà uy tín nhất là giải Oscar cho phim xuất sắc nhất (và giải Oscar cho phim ngoại ngữ hay nhất), giải Cành cọ vàng, giải Sư tử vàng, giải Gấu vàng, giải Quả cầu vàng cho phim chính kịch hay nhất,... Tuy nhiên mặt bằng phim các năm khác nhau, và tiêu chí đánh giá cho các giải thưởng không giống nhau, chưa kể có sự bỏ sót, vì thế các phim có thể không được giải thưởng lớn nhưng lại được các báo chí, tạp chí có uy tín, hay viện phim, hiệp hội điện ảnh, hoặc qua thăm dò của khán giả (trên IMDB, Rotten Tomatoes - trang kết hợp đánh giá của các nhà chuyên môn,...) đánh giá cao. Các đánh giá này không được xem là đánh giá chính thống qua các giải thưởng có tính vinh danh chính thức, nhưng có tầm bao quát.

## Bình chọn của khán giả
- Seven Samurai (1954) được bình chọn là số một trong một cuộc thăm dò khán giả tiến hành bởi MovieMail trong năm 2000. Tiếp theo là The Third Man (1949) ở vị trí thứ hai
- The Godfather (1972) được bình chọn là số một của độc giả Entertainment Weekly và bình chọn là số một trong một bình chọn của độc giả Time Out vào năm 1998.
- Bố già phần II (1974) là bộ phim được bình chọn là tốt nhất bao giờ hết bởi độc giả TV Guide.
- Star Wars (1977) và phần tiếp theo The Empire Strikes Back (1980) được chọn là những bộ phim vĩ đại nhất do độc giả của tạp chí Empire bình trong tháng 11 năm 2001 và thăm dò ý kiến cử tri của Channel 4 (Film4).
- Raise the Red Lantern (1991) được bình chọn là phim châu Á tốt nhất trong một cuộc thăm dò khán giả tiến hành bởi MovieMail trong năm 2000. Tiếp theo là The Apu Trilogy (1955-1959) tại vị trí thứ hai
- Bản danh sách của Schindler (1993) được bình chọn là phim hay nhất thực hiện bởi tạp chí phim Rạp chiếu phim của Đức
- The Shawshank Redemption (1994) hiện đang nắm giữ vị trí hàng đầu trên Internet Movie Database của danh sách 250 bộ phim hàng đầu. Nó đã được bình chọn là phim hay nhất không giành được một giải Oscar trong năm 2004 của Radio Times bình chọn và một lần nữa năm 2008.
- Chúa tể của những chiếc nhẫn ba phần (2001-2003) được bình chọn là bộ phim phổ biến nhất của mọi thời đại bởi một cuộc thăm dò khán giả chương trình Điện ảnh và truyền hình đặc biệt Úc My Favourite Film và thăm dò ý kiến của 120.000 khán giả Đức chương trình truyền hình Đức "Die besten filme Aller Zeiten "(Các bộ phim tốt nhất của mọi thời đại"). Bộ phim đầu tiên, The Lord of the Rings: The Fellowship Ring (2001), là lựa chọn của độc giả trong cuộc bình chọn do tạp chí Empire trong tháng 11 năm 2004.
- Cuốn theo chiều gió (1939) được xếp hạng là bộ phim lớn nhất trong một cuộc thăm dò khảo sát của Harris Interactive 15 và 22 giữa tháng Giêng, 2008. Star Wars đứng vị trí thứ hai và Casablanca đứng thứ ba.
- Casablanca (1942) được bình chọn là bộ phim vĩ đại nhất do độc giả của Tin tức hàng ngày Los Angeles vào năm 1997.
- Cross of Iron (1977) được bình chọn là bộ phim vĩ đại nhất của mọi thời đại bởi Cinemag

## Bình chọn theo thể loại
Theo một số các cuộc bình chọn (thể loại liệt kê chưa đầy đủ).

### Hành động
- Raiders of the Lost Ark (1981)
- Die Hard (1988)
- The Terminator (1984) cùng với phần tiếp theo Terminator 2: Judgment Day (1991), Aliens (1986), và The Matrix (1999)
- Seven Samurai (1954)

### Hoạt hình
- Bạch Tuyết và Bảy chú lùn (Snow White and the Seven Dwarfs, 1937)
- Pinocchio (1940)
- Các bộ phim hoạt hình Nga Hedgehog in the Fog (1975) và Tale of Tales (1979)
- Nausicaa of the Valley of the Wind (1984) của Nhật
- My Neighbor Totoro (1988) của Miyazaki
- Sen và Chihiro ở thế giới thần bí (2001) của Miyazaki
- Akira (1988)
- Mộ đom đóm (1988)
- Who Framed Roger Rabbit (1988)
- Beauty and the Beast (1991)
- The Lion King (1994)
- Toy Story (1995)
- Toy Story 2 (1999)
- WALL-E (2008)

### Giáng sinh
- Santa Claus
- It's a Wonderful Life (1946)
- Miracle on 34th Street (1947)
- Home Alone (1990)
- Love Actually (2003)
- The Snowman (1978)
- A Christmas Story (1983)
- The Nightmare Before Christmas (1993)
- Die Hard (1988)

### Hài
- Airplane! (1980)
- Dr. Strangelove or: How I Learned to Stop Worrying and Love the Bomb (1964)
- Ghostbusters (1984)
- Monty Python and the Holy Grail (1975)
- Monty Python's Life of Brian (1979)
- National Lampoon's Animal House (1978)
- Some Like It Hot (1959)
- City Lights (1931)

### Truyện tranh / Siêu anh hùng
- Persepolis (2007) và Iron Man (2008)
- The Dark Knight (2008)
- Spider-Man 2 (2004)
- X2 (2003)
- The Incredibles (2004)
- Superman (1978)

### Xử án
- Giết con chim nhại (1962)

### Tội phạm / Gangster
- The Godfather (1972)
- The Godfather phần II
- Goodfellas (1990)

### Thiên tai
- The Poseidon Adventure (1972)
- Titanic (1997)

### Sử thi
- Lawrence xứ Ả Rập (1962)

### Viễn tưởng
- Chúa tể của những chiếc nhẫn: Sự trở lại của nhà vua (2003)
- The Wizard of Oz (1939)
- Loạt phim Harry Potter

### Trường trung học phổ thông
- The Breakfast Club (1985)
- Blackboard Jungle (1955)
- Ferris Bueller's Day Off (1986)

### Kinh dị/ Giật gân
- The Thing (1982)
- The Shining (1980)
- The Exorcist (1973)
- Psycho (1960)
- King Kong (1933)
- Jaws (1975)
- The Texas Chain Saw Massacre (1974)
- Sự im lặng của bầy cừu (1991)

### Âm nhạc
- Singin' in the Rain (1952)
- West Side Story (1961)
- The Sound of Music (1965)

### Huyền bí
- Rear Window (1954)
- Vertigo (1958)

### Chính trị / Lịch sử
- Bản danh sách của Schindler (1993)

### Tuyên truyền
- Chiến hạm Potemkin (1925)
- Triumph of the Will (1935)

### Tôn giáo
Năm 1996, Vatican công bố ba danh sách các bộ phim được đề nghị. Ba danh sách khác nhau được coi là các bộ phim có giá trị tôn giáo, đức hạnh (hoặc giá trị đạo đức) và bằng khen nghệ thuật. Trong số danh sách 15 bộ phim tôn giáo Vatican coi tốt nhất, không theo thứ tự cụ thể, có Ben-Hur, The Mission, The Passion of Joan of Arc, và A Man For All Seasons năm 1966

### Lãng mạn
- Casablanca (1942)
- Romeo & Juliet (1968)

### Khoa học viễn tưởng
- Star Wars
- 2001: A Space Odyssey (1968)
- Blade Runner (1982)
- E.T. the Extra-Terrestrial (1982)
- Star Wars: Episode V - The Empire Strikes Back (1980)

### Thể thao
- Murderball (2006)
- Raging Bull (1980)
- Miracle (2004)
- Cinderella Man (2005)
- Le Mans (1971)
- Bull Durham (1988)
- Coach Carter (2005)
- Caddyshack (1980)
- Chariots of Fire (1981)
- Brian's Song (1971)

### Chiến tranh
- Cuốn theo chiều gió, Casablanca và Bản danh sách của Schindler
- Paths of Glory (1957)
- Saving Private Ryan (1998)
- Ngày dài nhất (The Longest Day) (1962)
- Apocalypse Now (1979)

### Miền Tây
- The Searchers (1956)
- The Good, the Bad, and the Ugly (Il buono, il brutto, il cattivo) (1966)
- Once Upon a Time in the West (1968)
- Butch Cassidy và Sundance Kid (1969)

## Các nước

### Úc
- Mad Max (1979)
- Picnic at Hanging Rock (1975)

### Bangladesh
- Titash Ekti Nadir Naam (1973), còn được gọi là A River Named Titas

### Bỉ
- Loft (2008): bình chọn là phim hay nhất của Bỉ trên Moviemeter.nl, tiếp theo là Man Bites Dog (1992), The Memory of a Killer (2003), Toto the Hero và Ben X
- Jeanne Dielman, 23 Quai du Commerce, 1080 Bruxelles (1975)

### Brazil
- Bus 174 (2002).
- City of God (2002)
- Deus eo Diabo na Terra do Sol (1964)

### Canada
- Chúa Giêsu Montreal (Jesus of Montreal - Jésus de Montréal) (1989)
- Mon oncle Antoine (1971)
- The Sweet Hereafter (1997)
- Wavelength (1967)

### Cộng hòa Séc / Xlôvakia
Trong một cuộc thăm dò của các nhà làm phim, nhà phê bình, và các học giả, Marketa Lazarova (1967) được xem là bộ phim tốt nhất trong vòng 100 năm của điện ảnh Tiệp Khắc.

### Chile
- Julio comienza en Julio (1979)

### Trung Quốc
- Mùa xuân ở một thị trấn nhỏ (Spring in a Small Town - 小城之春) (1948), A Better Tomorrow (英雄本色) (1986) ở vị trí thứ hai.
- Bá Vương biệt cơ (1993), đạo diễn Trần Khải Ca

### Croatia
- Tko pjeva zlo ne misli (One Who Sings Means No Harm, 1970)

### Đan Mạch
- Day of Wrath (Vredens dag) (1943)
- Flickering Lights (Blinkende lygter), bộ phim hài năm 2000, Bữa tiệc mừng (Celebration - Festen) năm 1998 đứng thứ hai.

### Estonia
- Kevade (Spring, 1969)

### Phần Lan
- The Unknown Soldier (1955)
- Talvisota (The Winter War - Chiến tranh mùa đông, 1989)

### Pháp
- La Règle du Jeu (The Rules of the Game) (1939/1950)
- Les Enfants du Paradis (Children of Paradise) (1945/1946)
- Léon (The Professional) (1994)

### Đức
- M - Eine Stadt sucht einen Mörder (M, 1931) của Fritz Lang
- Der letzte Mann (The Last Laugh), năm 1924
- Das Cabinet des Dr Caligari (Nội các của Tiến sĩ Caligari - The Cabinet of Dr. Caligari), năm 1920

### Hồng Kông
- Túy quyền II (Drunken Master II - 1994), đạo diễn Jackie Chan và Lau Kar-Leung
- Vô gian đạo (Infernal Affairs - 2002), đạo diễn Andrew Lau và Alan Mak
- Điệp vụ Boston (The Departed - 2006), Martin Scorsese làm lại Infernal Affairs

### Hungary
Năm 2000, nhà phê bình phim Hungary đã chọn cái gọi là "Budapest 12", 12 bộ phim tốt nhất của Hungary:
- Szegénylegények (The Round-Up) - Miklós Jancsó, 1965
- Szerelem (Love) - Károly Makk, 1971
- Szindbád (Sinbad) - Zoltán Huszárik
- Emberek a havason (Men on the Mountain) - István Szőts
- Valahol Európában (Somewhere in Europe) - Géza von Radványi, 1947
- Megáll az idő (Time Stands Still) - Péter Gothár, 1982
- Hyppolit, a lakáj (Hyppolit) - István Székely, 1931
- Körhinta (Merry-Go-Round) - Zoltán Fábri, 1956
- A kis Valentino (Little Valentino) - András Jeles,
- Az én XX. Századom (My 20th Century) - Ildikó Enyedi, 1989
- Apa (Father) - István Szabó, 1966
- Hannibál tanár úr (Professor Hannibal) - Zoltán Fábri

### Ấn Độ
- Trilogy Apu (1955-1959) với Pather Panchali (1955), Apur Sansar (The World of Apu - Thế giới của Apu) (1959)
- Bộ phim tiếng Hindi Pyaasa (1957) và tiếng Tamil phim Nayagan (1987)
- Sholay (Embers - Than hồng) (1975)
- Junoon (1978)
- Gandhi (1982), một phim Anh - Ấn Độ tiểu sử Mohandas Karamchand Gandhi
- Lagaan (2001)

### Iran
- Bashu, the Little Stranger(1986)

### Ireland
- The Commitments (1991)

### Israel
- Giv'at Halfon Eina Ona (1976)

### Ý
- Kẻ cắp xe đạp (Bicycle Thieves - Ladri di biciclette) (1948)
- 8½ (1963)
- The Good, the Bad and the Ugly (Il buono, il brutto, il cattivo) (1966)

### Nhật Bản
- Rashomon (罗生门), 1950
- Seven Samurai (七人の侍Shichinin no Samurai), 1954
- Tokyo Story (东京物语Tokyo Monogatari), 1953
- Ugetsu (雨月物语Ugetsu Monogatari), 1953

### Macedonia
- Before the Rain (1994)

### Mexico
- El callejón de los milagros (Miracle Alley), 1994

### Hà Lan
- Soldaat van Oranje (Soldier of Orange - 1977 - Paul Verhoeven)
- Turks Fruit (Turkish Delight - 1973 - Paul Verhoeven)
- Zwartboek (Black Book - 2006 - Paul Verhoeven)

### New Zealand
Xem: Lord of the Rings

### Na Uy
- Flåklypa Grand Prix (Pinchcliffe Grand Prix - 1975 - Ivo Caprino)
- Ni Liv (Nine Lives - 1957 - Arne Skouen)

### Pakistan
- Baji (1963)
- Aina (1977)

### Philippines
- Maynila: Sa mga Kuko ng Liwanag (Manila in the Claws of Neon) - Lino Brocka (1975)
- Himala (Miracle) - Ishmael Bernal (1982)

### Ba Lan
- Sexmission (Seksmisja), 1984
- Seksmisja, 1984, và phim Ba Lan - Pháp The Pianist (2002),các phim: Day of the wacko (2002), Our Folks (1967), How I Unleashed World War II (1969), Teddy Bear (1980), Boys Don't Cry (2000), The Debt (1999), Symmetry (2003), và Psy-Pigs (1992).
- Các phim được trao giải thưởng: A Short Film About Killing (1988), Man of Iron (1981), và The Pianist (2002).

### Romania
10 bộ phim Romania:
- Reconstituirea (The Reenactment - Lucian Pintilie, 1968)
- Pădurea spânzuraţilor (The Forest of the Hanged - Liviu Ciulei, 1965)
- Moartea domnului Lazarescu (The Death of Mr. Lăzărescu - Cristi Puiu, 2005)
- 4 luni, 3 săptămâni şi 2 zile (4 Months, 3 Weeks and 2 Days - Cristian Mungiu, 2007)
- Secvenţe (Alexandru Tatos, 1982)
- Nunta de piatră (The Stone Wedding - Mircea Veroiu, Dan Piţa. 1973)
- La moara cu noroc (Victor Iliu. 1956)
- A fost sau n-a fost? (12:08 East of Bucharest - Corneliu Porumboiu, 2006)
- Probă de microfon (Mircea Daneliuc, 1979)
- Croaziera (Mircea Daneliuc, 1981)

### Nga
- Броненосец Потёмкин (Chiến hạm Potemkin)

### Serbia
- Who's That Singing Over There (Ko to tamo peva, 1980)

### Hàn Quốc
- Obaltan (오발탄): Phát hành vào năm 1960
- Oldboy (올드보이) năm 2003

### Sri Lanka
- Pura Handa Kaluwara, (Death on a Full Moon Day -Chết vào một ngày trăng tròn,1997), đạo diễn P. Vithanage
- Ananta Rathiriya (1995), đạo diễn P. Vithanage

### Thụy Điển
- The Emigrants (Utvandrarna), 1971
- Persona, năm 1966
- Seventh Seal (Sjunde Inseglet), năm 1957

### Đài Loan
- Ngọa hổ tàng long (Crouching Tiger, Hidden Dragon - 卧虎藏龙), 2000
- Cape No. 7 (海角七号)năm 2008

### Thổ Nhĩ Kỳ
Năm 2003, Ankara Sinema Derneği (Hiệp hội Điện ảnh Văn hóa Ankara) đã chọn 10 phim:
- Yol (1982), Şerif Gören
- Umut (1970), Yılmaz Güney
- Sürü (1978), Zeki Ökten
- Muhsin Bey (1987), Yavuz Turgul
- Masumiyet (1997), Zeki Demirkubuz
- Selvi Boylum Al Yazmalım (1978), Atıf Yılmaz
- Anayurt Oteli (1986), Ömer Kavur
- Susuz Yaz (1964), Metin Erksan
- Gelin (1973), Ömer Lütfi Akad
- Uzak (2002), Nuri Bilge Ceylan

### Ukraine
- Земля (Earth), 1930
- Пропала грамота (The Lost Letter), 1972, đã bị cấm ở Liên Xô. 20 năm sau đó đã được trao giải thưởng chùa Vàng trong Liên hoan phim quốc tế Bangkok năm 1991.
- Тіні забутих предків (Shadows of Forgotten Ancestors), 1964

### Vương Quốc Anh
- Brief Encounter (1945)
- The Third Man (1949)
- Lawrence of Arabia (1962)
- Get Carter (1971)
- Don't Look Now (1973)
- Monty Python and the Holy Grail (1975)
- Trainspotting (1996)

### Hoa Kỳ
Viện phim Mỹ xác định Citizen Kane là bộ phim Mỹ tốt nhất bao giờ hết. Some Like It Hot của bộ phim hài lớn nhất Mỹ, Psycho là bộ phim Mỹ ly kỳ nhất, Casablanca là câu chuyện tình cảm vĩ đại nhất, Singin' in the Rain là bộ phim âm nhạc Mỹ vĩ đại nhất, và It's a Wonderful Life là bộ phim Mỹ truyền cảm nhất.
Xem thêm: Cuốn theo chiều gió, Casablanca, Bố già, Bố già phần II, Goodfellas, Citizen Kane, Star Wars, Chinatown, Danh sách Schindler, và The Shawshank Redemption trong các bộ phim nổi tiếng trong các cuộc thăm dò khán giả phần trên.

## Việt Nam
- B4S – Trước giờ "Yêu"
- Mai (phim)
- Bao giờ cho đến tháng Mười
- Áo lụa Hà Đông (phim)
- Mùa len trâu
- Xích lô (phim)
- Mùi đu đủ xanh
- Mùa hè chiều thẳng đứng
- Bên trong vỏ kén vàng

## Liên kết
- American Film Institute's 100 Years, 100 Movies
- BFI List of top 100 British movies Lưu trữ ngày 1 tháng 7 năm 2008 tại Wayback Machine
- IMDb Top 250 Lưu trữ ngày 14 tháng 4 năm 2008 tại Wayback Machine
- Channel 4 poll: 100 Greatest Films Lưu trữ ngày 15 tháng 4 năm 2008 tại Wayback Machine
- Sight and Sound magazine best films of all time polls
- Village Voice 100 Best films of the 20th century list (from Archive.org)